# Rapsódia húngara n.º 2

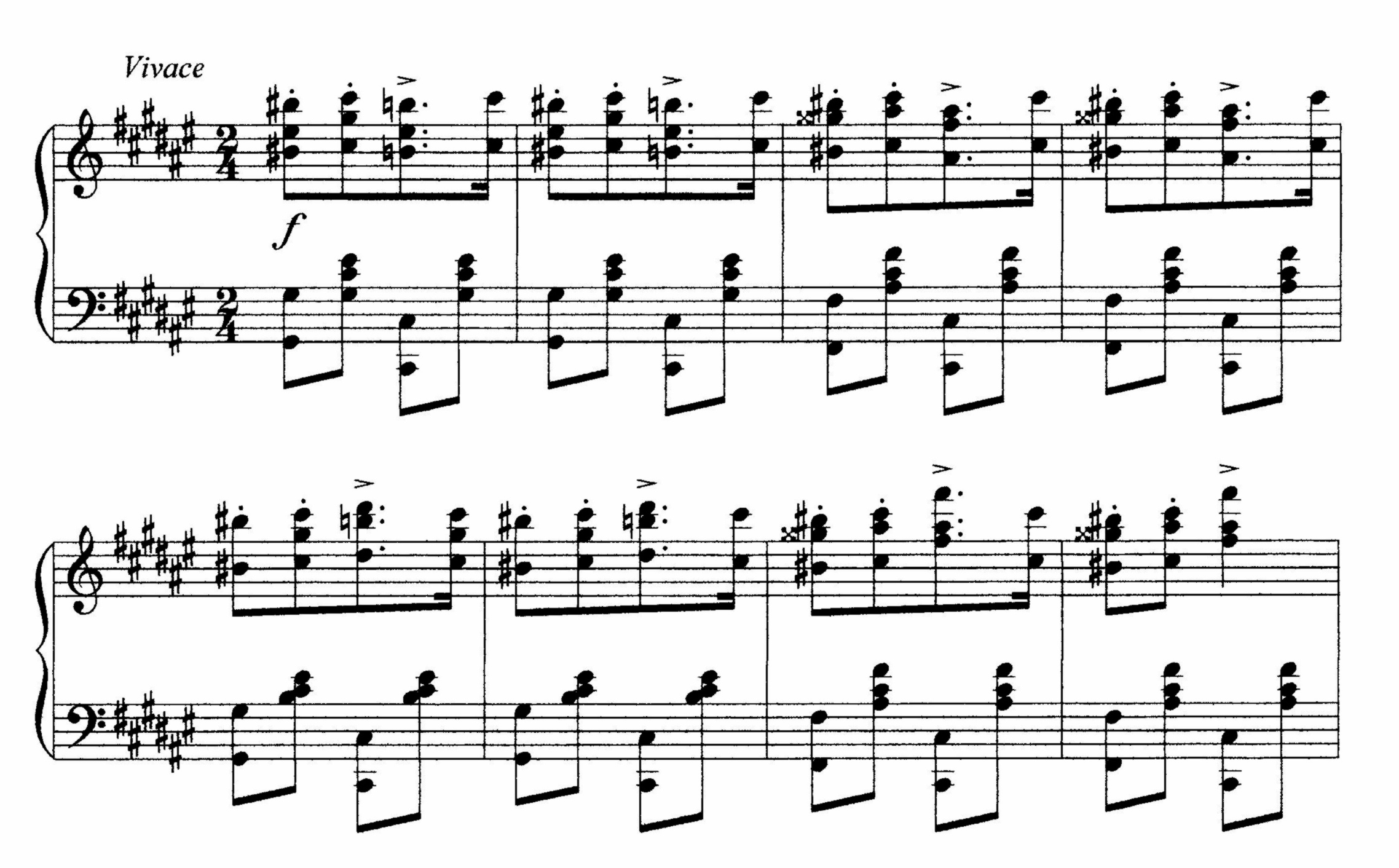
Tema principal da Friska da Rapsódia Húngara n.º 2 de Franz Liszt.

A Rapsódia Húngara No. 2 é a segunda e mais famosa obra de um conjunto de 19 rapsódias compostas por Franz Liszt. Poucas composições de piano atingiram tal popularidade e permitiram ao pianista a revelar sua habilidade excepcional, além de oferecer ao ouvinte uma irresistível e imediata apreciação musical.

## Origem
O compositor e pianista húngaro Franz Liszt foi fortemente influenciado pela música que ouvia em sua infância, particularmente a música folclórica húngara, com forte influência cigana, espontaneidade rítmica e expressão sedutora. Esses elementos tiveram papel relevante nas composições de Liszt. Embora seus trabalhos tenham grande variedade de estilos, grande parte apresenta forte nacionalismo, como no caso das Rapsódias Húngaras.
Composta em 1847 e dedicada ao Conde Laszlo Teleky, Rapsódia Húngara No. 2 foi publicada pela primeira vez como um solo de piano em 1851 por Senff e Ricordi. Seu sucesso e popularidade imediatos logo deram origem à versão orquestrada, organizada pelo compositor com a colaboração de Franz Doppler e publicada por Schubert. Em 1874, Liszt criou a versão em dueto, publicada por Schubert no ano seguinte.